# Idiota (film 1910)
Idiota (ros. Идиот) – rosyjski film niemy z 1910 roku  w reż. Piotra Czardynina. Pierwsza w historii kina ekranizacja powieści Fiodora Dostojewskiego pod tym samym tytułem.

## Opis fabuły
Fabuła tego krótkometrażowego filmu to zaledwie kilka kluczowych scen zaczerpniętych z pierwowzoru Dostojewskiego, m.in.: spotkanie ks. Miszkina z Rogożynem, wieczór towarzyski u Nastazji i palenie pieniędzy w kominku, scena w domu Rogożyna. Podobnie jak w wypadku większości krótkometrażowych, niemych ekranizacji wielkich dzieł klasyków rosyjskich tamtego okresu, ich autorzy zakładali, że treść utworu jest widzom doskonale znana, stąd niespójność fabuły i niemożność odgadnięcia znaczenia poszczególnych scen, identyfikacji bohaterów, itp.

## Role
- Andriej Gromow – ks. Myszkin
- Lubow Wariagina – Nastazja
- Tatiana Szornikowa – Agalia
- Paweł Biriukow – Rogożyn
- Arsienij Bibikow – gen. Jepaczyn
- Antonina Pożarska – Iwołgina